# Ujvari Péter
Ujvári Péter (Székesfehérvár, 1986. április 11. –) magyar mérnök és vállalkozó.

## Tanulmányok
Középiskolai tanulmányait Székesfehérváron végezte műszaki szakterületen. Ezt követően az Óbudai Egyetem Bánki Donát Gépészmérnöki Karán szerzett mérnöki diplomát, majd tanulmányait Tatabányán az Edutus Egyetemen folytatta, ahol műszaki menedzsment szakon diplomázott.

## Pályafutás
Ujvári Péter pályafutását tervezőmérnökként kezdte, később mérnökségvezetői pozícióban dolgozott magyar és nemzetközi iparvállalatoknál. Rövid időn belül saját vállalkozás alapítása mellett döntött és 2014-ben megalapította a UP Engineering nevű mérnöki szolgáltató céget. A vállalat fő tevékenységi köre a műszaki tervezés és fejlesztés, valamint mérnöki szoftverek értékesítése, üzembe helyezése és oktatása.
A UP Engineering az alapítása óta folyamatos fejlődést mutatott és mára a magyar mérnöki ipar egyik meghatározó szereplőjévé nőtte ki magát. A cég nemzetközi szinten is jelen van, többek között kínai leányvállalattal is rendelkezik. Ujvári Péter vezetése alatt a vállalat kiemelkedik szakmai színvonalával és technológiai innovációival. A cég szoros együttműködést folytat a Pécsi Tudományegyetem műszaki képzéseivel és kutatási tevékenységével.

## Díjak és elismerések
Ujvári Péter munkásságát több szakmai elismerés is fémjelzi. A vállalat megkapta a Vállalható Üzleti Szereplő címet.
Ujvári Péter egyéni szakmai tevékenységét 2023-ban a Britishpedia ismerte el a Magyarország Sikeres Személyisége díj odaítélésével.